# Rudolf Malík
Rudolf Malík (17. února 1875 Žarošice – 10. prosince 1969 Žarošice) byl český politik a poslanec.

## Biografie
Narodil se 17. února 1875 v Žarošicích na Hodonínsku v rodině zemědělce a hostinského. Po absolvování místní školy a následném studiu na brněnském a uherskohradišťském gymnáziu studoval Právnickou fakultu Univerzity Karlovy. Tam navázal kontakty s jinými vzdělanci z moravsko-slovenského pomezí, jako byli Jan Herben, Tomáš Garrigue Masaryk, Joža Uprka, Pavel Blaho či Bohumil Haluzický. Studium však z důvodu vojenské služby po dvou letech přerušil.
V Žarošicích byl zvolen delegátem zemědělské rady, posléze byl v roce 1913 za Českou agrární stranu zvolen poslancem Moravského zemského sněmu za kurii venkovských obcí, okres Bučovice-Ždánice. Krátce nato, na přelomu října a listopadu 1913, nahradil ve funkci poslance Říšské rady (celostátní parlament) ve Vídni zemřelého kněze Tomáše Šilingra. Zvolen byl za český okrsek Morava 29. Usedl do poslanecké frakce Klub českých agrárníků. Výrazněji se do činnosti vídeňského parlamentu nezapojil. Na počátku první světové války totiž musel narukovat (parlament byl stejně po dobu prvních let války trvale odročen). Do Říšské rady se vrátil až s jejím opětovným svoláním v květnu 1917 a setrval zde do zániku monarchie.
V letech 1918-1920 zasedal v československém Revolučním národním shromáždění. Po parlamentních volbách v roce 1920 získal poslanecké křeslo v Národním shromáždění. Nastoupil ovšem až dodatečně během roku 1920 jako náhradník poté, co rezignoval poslanec Viktor Stoupal. Mandát v parlamentních volbách v roce 1925 obhájil. Krátce před parlamentními volbami v roce 1929 se ovšem poslaneckého křesla vzdal a místo něj nastoupil jako náhradník Martin Skopal-Procházka. Zasadil se mj. o ochranu vinařství a ovocnářství. Tímto i jinými způsoby se zasazoval o rozvoj svého rodného kraje.
Zemřel 10. prosince 1969. Před svou smrtí byl pravděpodobně posledním ještě žijícím členem někdejší rakouské říšské rady.